# Уайетт, Генри (рыцарь)
Генри Уайетт (англ. Henry Wyatt; 1460 — 10 ноября 1537) — английский политический деятель, рыцарь Бани. Во время Войн Алой и Белой розы был сторонником Генриха Тюдора, согласно семейной легенде, долго находился в заключении и подвергался пыткам, причём спасся от голодной смерти только благодаря бездомному коту, приносившему для него голубей. В царствование Генриха VII Уайетт был награждён за свою преданность. Его сыном был поэт Томас Уайетт.

## Биография
Генри Уайетт принадлежал к рыцарскому роду из Йоркшира. Он родился примерно в 1460 году в семье Ричарда Уайетта и Маргарет Бейлиф, и о раннем этапе его жизни практически ничего не известно. Сохранились данные, касающиеся событий 1483—1485 годов, когда в Англии правил Ричард III из Йоркской династии, а Уайетт относился к сторонникам ланкастерского претендента Генриха Тюдора. Вся эта информация восходит к семейным документам Уайеттов, собранным в XVIII веке (большая их часть даже в начале XXI века остаётся неопубликованной). В их числе биография сэра Генри, написанная предположительно в середине XVII века, когда Уайетты пытались вернуться на прежние позиции в элите английского общества; чтобы достичь цели, они постарались в красках описать заслуги своего славного предка.
Семейный документ, который наиболее близок по времени к описываемым событиям, — послание сына сэра Генри своему сыну, написанное вскоре после женитьбы последнего в 1538 году. В нём Уайетт-сын даёт Уайетту-внуку наставления и приводит ему в пример деда, которого Божья милость «спасла в тюрьме от рук тирана…, от двух с лишним лет заключения в Шотландии в кандалах и колодках». В дальнейшем в семейной традиции появляются новые подробности. Сообщается, что в заключении сэра Генри пытали: избивали, насильно кормили горчицей и уксусом, истязали с помощью специального устройства, которое использовалось кузнецами для обуздания норовистых лошадей (им зажимали верхнюю губу). В какой-то момент мучители решили уморить Уайетта голодом, но узника спас бездомный кот, каждый день приносивший ему голубя; из-за этого сэр Генри до конца жизни любил кошек, что было необычно для Англии XV—XVI веков. Шотландия в этих историях, как правило, не упоминается, а с 1702 года в качестве места заключения фигурирует лондонский Тауэр, причём сообщается, что Ричард III приходил в тюрьму, чтобы смотреть, как сэра Генри пытают. Ещё одна деталь — совместная учёба в Итонском колледже Генри Уайетта и Генри Тюдора.
Эти подробности упоминаются как реальные факты во многих исторических сочинениях — и научного, и популярного характера. Историки, исследующие биографию сэра Генри, констатируют, что точных данных, связанных с событиями до 1485 года, крайне мало. Автор статьи об Уайетте в Оксфордском словаре предположил, что сэр Генри начал поддерживать Тюдора ещё при жизни Эдуарда IV и что он мог участвовать в восстании герцога Бекингема осенью 1483 года. Исследовательница Анетта Карсон допускает вероятность того, что Уайетт отстаивал права Эдуарда V, смещённого Ричардом III, и летом 1483 года мог быть втянут в один из заговоров. По мнению Агнес Конвей, он мог поехать в Шотландию ради переговоров о поддержке, а там попасть в руки одного из лордов, сочувствовавших Йоркам, и получить свободу после захвата престола Генрихом Тюдором. В этом случае шотландцам был обещан огромный выкуп, который оставался невыплаченным даже спустя 30 лет.

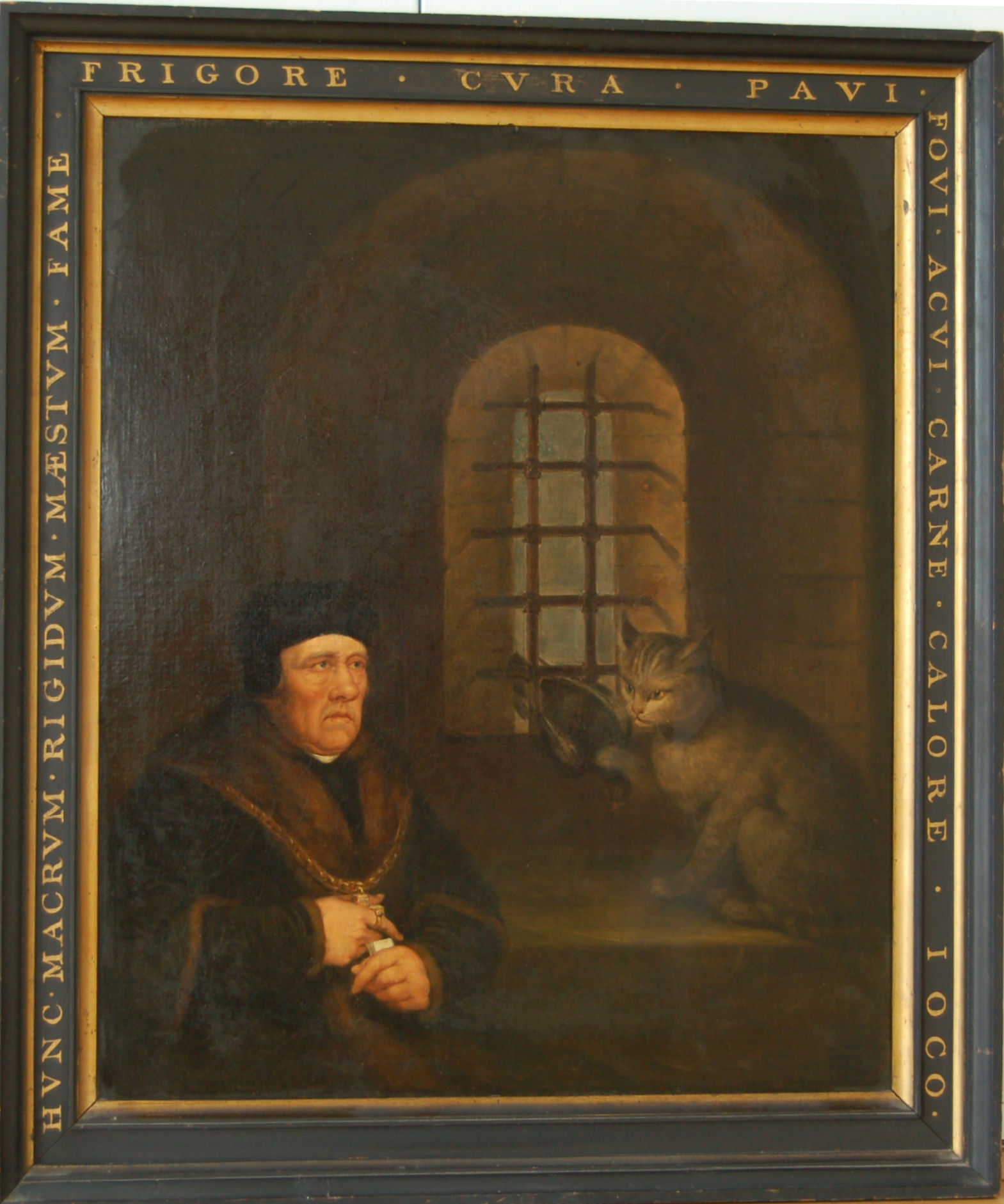
Генри Уайетт в тюрьме. Картина XVIII века

При Генрихе VII Уайетт выполнил ряд ценных поручений короны, связанных с дипломатией и шпионажем. За свою службу он получил ряд земельных пожалований и место в Тайном совете, в королевском завещании он упомянут как один из душеприказчиков. Генрих VIII в связи со своей коронацией посвятил Уайетта в рыцари Бани (1509), позже сделал его рыцарем-баннеретом, констеблем Нориджского замка (совместно с Томасом Болейном, будущим графом Уитширским). В 1513 году сэр Генри участвовал во французском походе и сражался в Битве шпор. В 1524—1528 годах он занимал должность казначея королевской палаты.
Уайетт обзавёлся обширными владениями с главной резиденцией в Аллингтоне в Кенте, купленной в 1492 году. Всего в 20 милях от этого замка находился Хивер — главная резиденция Болейнов. Связи между двумя семьями сыграли важную роль в судьбе сына сэра Генри.

## Семья
Генри Уайетт был женат на Анне Скиннер, дочери Джона Скиннера. В этом браке родились:
- Томас (1503—1542), выдающийся поэт, чья судьба оказалась связана с судьбой Анны Болейн[6][7];
- Генри (умер в детстве)[6];
- Маргарет, жена сэра Энтони Ли[6].

## В культуре
В личном собрании графов Ромни, потомков Уайетта по женской линии, хранится картина (предположительно XVIII века), на которой сэр Генри, уже в преклонных годах, сидит в тюремной камере, а кот просовывает ему голубя через прутья решётки. В том же собрании есть бюст Уайетта и картина «Кот, который кормил сэра Генри Уайетта».
Сэр Генри стал второстепенным персонажем романа британской писательницы Хилари Мэнтел «Вулфхолл» (2009).